# Vârful La Podeiu, Munții Făgăraș
Vârful La Podeiu este un vârf muntos situat în Masivul Făgăraș, care are altitudinea de 2.408 metri. Se află la mică distanță de vârful Negoiu înspre Nord, dincolo de Strunga Ciobanului.